# Тихомиров, Владимир Андреевич (Герой Советского Союза)

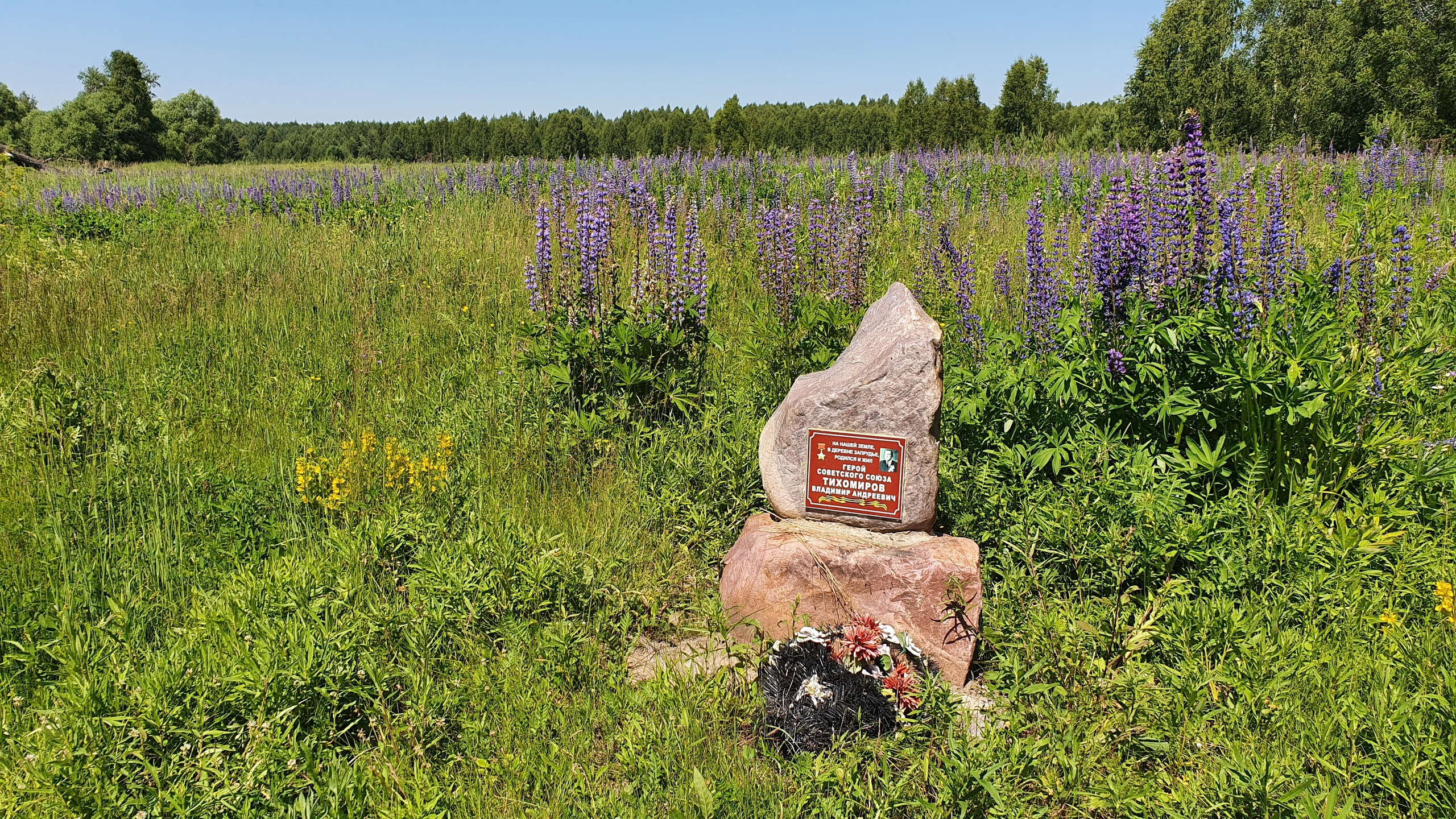
Монумент на родине на месте деревни Запрудье в Меленковском районе Владимирской области

Владимир Андреевич Тихомиров (11 июля 1921 — 6 июня 1976) — подполковник Советской Армии, участник Великой Отечественной войны, Герой Советского Союза (1944).

## Биография

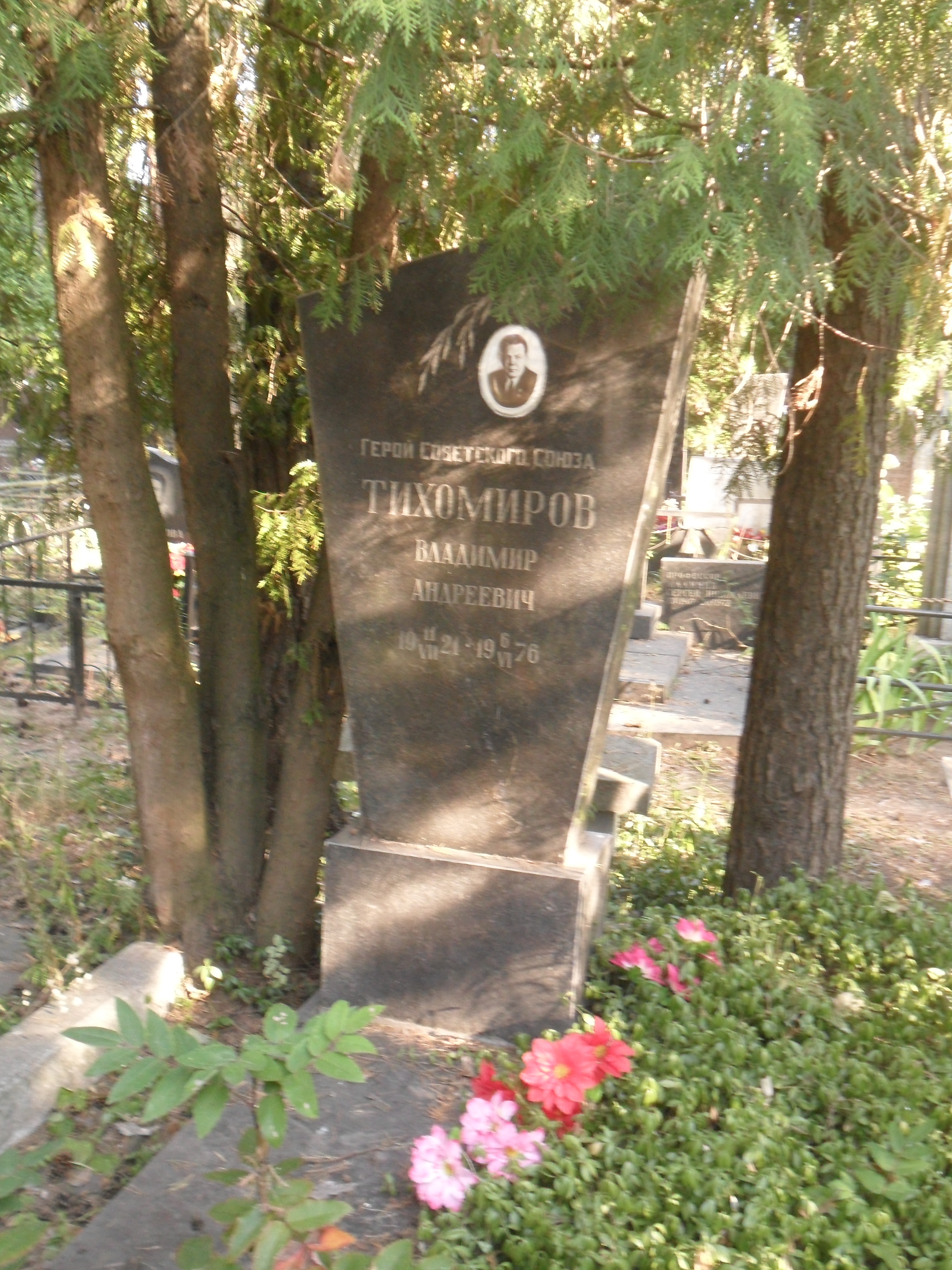
Могила Тихомирова на Восточном кладбище Минска.

Родился 11 июля 1921 года в деревне Запрудье (ныне — Меленковский район Владимирской области). Окончил среднюю школу. В 1939 году был призван на службу в Рабоче-крестьянскую Красную Армию. В 1941 году он окончил Харьковское военно-медицинское училище. С начала Великой Отечественной войны — в действующей армии.
28 июля 1941 года в бою под Несвижем был тяжело ранен и оказался в плену. С пятой попытки ему удалось совершить побег и добраться до партизанского отряда. Начинал воевать обычным пулемётчиком. Активно участвовал во всех боевых операциях отряда, вскоре став командиром партизанской кавалерийской группы, а затем и командиром партизанского кавалерийского отряда. Во главе своего отряда совершал нападения на немецкие гарнизоны и отдельные группы солдат и офицеров противника, подрывал мосты, нарушал связь, громил автоколонны. Летом 1942 года отряд встретился со спецотрядом Градова (Ваупшасова) и через него установил связь с «Большой землёй». Противник неоднократно предпринимал против отряда Тихомирова карательные операции, однако все они окончились безуспешно. К концу 1942 года отряд под его руководством насчитывал порядка 300 партизан. В мае 1943 года он был преобразован в 12-ю кавалерийскую партизанскую бригаду численностью около 700 партизан.
В общей сложности за время своей деятельности бригада Тихомирова пустила под откос 93 эшелона, выведя из строя 93 паровоза, 696 вагонов, цистерн и платформ, подорвала 2472 метра железнодорожного полотна, 6 железнодорожных и 90 обычных мостов, 8 танков, 167 автомашин. В июне 1944 года она соединилась с частями Красной Армии.
Указом Президиума Верховного Совета СССР «О присвоении звания Героя Советского Союза белорусским партизанам» от 1 января 1944 года за  «образцовое выполнение правительственных заданий в борьбе против немецко-фашистских захватчиков в тылу противника и проявленные при этом отвагу и геройство и за особые заслуги в развитии партизанского движения в Белоруссии» был удостоен высокого звания Героя Советского Союза с вручением ордена Ленина и медали «Золотая Звезда» за номером 3669.
В 1945 году окончил Военную академию имени М. В. Фрунзе. В 1946 году в звании подполковника он был уволен в запас. Проживал и работал сначала в Улан-Удэ, а с 1948 года находился на партийной работе в Минске.
Скончался 6 июня 1976 года, похоронен на Восточном кладбище Минска.
Был награждён двумя орденами Ленина, орденом Отечественной войны 1-й степени и рядом медалей.

## Память
- Его именем названа улица в посёлке Красная Свобода[3].
- В честь Героя назван бульвар в Муроме[1].
- Также его имя носит школа № 19 города Мурома[4].
- На его малой родине — на месте деревни Запрудье — установлен монумент.